# Isa Jank
Isa Jank, pseudonimo di Isabelle Andersen (Straupitz, 16 agosto 1952), è un'attrice tedesca.

## Biografia
Dal 1970 al 1980 lavora come modella, ma nel 1983 decide di trasferirsi negli Stati Uniti. Qui studia recitazione, prima a New York e poi a Los Angeles, e appare in diverse produzioni tv, tra le quali Cin cin, Airwolf e Real Men - Noi uomini duri, al fianco di James Belushi. Raggiunge la notorietà in Germania grazie alla soap Verbotene Liebe, su Das Erste, nel ruolo della perfida contessa Clarissa von Anstetten. Nel 2001, dopo sei anni, lascia la serie, in seguito alla scomparsa del suo personaggio in un incidente aereo. Tuttavia, dal 2011, ritorna sul set come personaggio regolare, al fianco di Hubertus Grimm. Dal 2005 al 2008 è nella soap La strada per la felicità, su ZDF, nei panni della malvagia Annabelle Gravenberg.

## Filmografia

### Cinema
- Querelle, regia di Rainer Werner Fassbinder (1982)
- Der Kleine, regia di Klaus Lemke (1983)
- Real Men - Noi uomini duri (Real Men), regia di Dennis Feldman (1987)
- Tipi sbagliati (The Wrong Guys), regia di Danny Bilson (1988)
- La regina dell'inferno (Night Angel), regia di Dominique Othenin-Girard (1990)
- Die Blaue Stunde, regia di Marcel Gisler (1992)

### Teatro
- Urban Wilderness, regia di R. Cole (1985)

### Televisione
- Airwolf - serie TV, episodio 3x05 (1985)
- Liebling Kreuzberg – serie TV (1986)
- Cin cin (Cheers) – serie TV, episodio 7x05 (1988)
- Ein Job für's Leben – serie TV (1993)
- Die Stadtindianer – serie TV, episodio 1x02 (1994)
- Hotel Interim, regia di Christoph Doering e Tayfun Bademsoy (1994)
- Peter Strohm – serie TV, episodio 4x11 (1995)
- Praxis Bülowbogen – serie TV, 8 episodi (1995)
- Schwarz Rot Gold – serie TV, episodio 1x18 (1996)
- SOKO 5113 – serie TV, episodio 19x05 (2000)
- In aller Freundschaft – serie TV, episodio 4x11 (2001)
- Squadra speciale Lipsia (SOKO Leipzig) – serie TV, episodio 3x06 (2002)
- La strada per la felicità (Wege zum Glück) – serial TV, 647 puntate (2005-2008)
- Meine wunderbare Familie – serie TV, episodio 1x06 (2010)
- Verbotene Liebe – serial TV, 1605 puntate (1995-2001, 2011-2013)

## Programmi televisivi
- Das große Los (1999)
- Volle Kanne (2008)
- Riverboat (2008)